# Moritz Hochschild
Moritz Hochschild (ur. 17 lutego 1881 w Biblis, zm. 12 czerwca 1965 w Paryżu) – niemiecki przedsiębiorca działający w Boliwii, zaangażowany w ewakuację 9 tys. Żydów z Europy przed II wojną światową.

## Życiorys
Urodzony w 1881 w Biblis, pochodził z rodziny zasymilowanych niemieckich Żydów. Ukończył studia na Technische Universität Bergakademie we Freibergu jako inżynier górnictwa. Od 1905 działał w biznesie, początkowo w Niemczech, potem w Hiszpanii i Australii. W czasie I wojny światowej wrócił do Niemiec, a w 1919 ponownie wyjechał z kraju. Osiadł w Chile, a po kilku latach w Boliwii, gdzie stworzył koncern wydobywający w Andach rudę cyny i stał się jednym z trzech największych przedsiębiorców branży cynowej.
Chociaż był uważany za bezwzględnego kapitalistę wyzyskującego robotników, po dojściu w Niemczech Hitlera do władzy, od 1936 dzięki swoim wpływom w boliwijskim rządzie i wojsku podjął akcję sprowadzania Żydów do Boliwii. W tym celu założył Towarzystwo Ochrony Imigrantów Żydowskich oraz Boliwijskie Towarzystwo Kolonizacyjne, które sprowadzały Żydów i pomagały im znaleźć miejsce zamieszkania i zatrudnienie. Hochschild przekonał rządzącego Boliwią Germana Buscha, że przyjęcie Żydów pomoże Boliwii w rozwoju gospodarki.
W tym okresie do Ameryki Południowej przybyło 12 tys. Żydów, z czego 9 tys. sprowadził Hochschild, a w następnych latach napływ żydowskich osadników był kontynuowany, a wśród imigrantów znajdowali się m.in. uciekinierzy z niemieckich obozów koncentracyjnych.
Po śmierci Germana Buscha w 1939 Hochschild skonfliktował się z nowymi władzami i z tego powodu był dwukrotnie aresztowany, a po zwolnieniu w 1944 wyjechał z Boliwii i nigdy do niej nie wrócił. Jego boliwijskie aktywa zostały znacjonalizowane w 1952 za odszkodowaniem w wysokości ⅓ wartości. Uzyskane w ten sposób środki inwestował m.in. w kopalnię miedzi w Chile.
Informacje dotyczące jego wkładu w ewakuację Żydów poznano dopiero w 2016 dzięki odkryciu jego archiwum.
Zmarł w 1965 w Paryżu.